# بيت لحم (جورجيا)
بيت لحم (بالإنجليزية: Bethlehem, Georgia)‏ هي بلدة تقع في مقاطعة بارو، جورجيا بولاية جورجيا في الولايات المتحدة. تبلغ مساحتها 6 (كم²)، وترتفع عن سطح البحر 262 م، بلغ عدد سكانها 601 نسمة في عام 2010 حسب إحصاء مكتب تعداد الولايات المتحدة وتصل الكثافة السكانية فيها 99.8 نسمة/كم2.

## وصلات خارجية
- www.bethlehemga.org
- The US50 - Cities and Towns in Georgia State
- Georgia Cities and Towns, Facts, Map, Flag, Colleges, Government, and More